# Calle de Echegaray

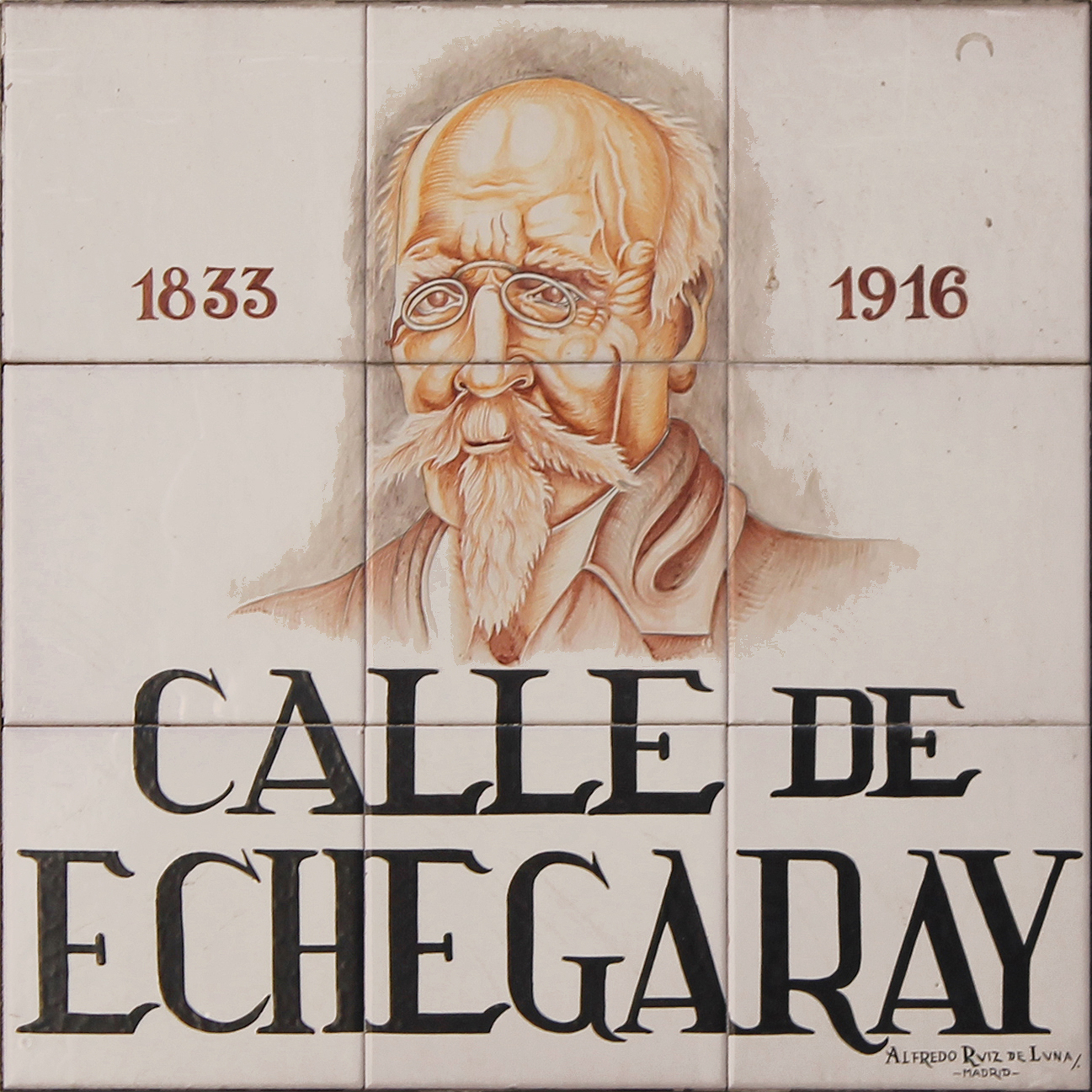
Calle de Echegaray (antes calle del Lobo), en Madrid. Callejero de azulejos del ceramista Ruiz de Luna.

La calle de Echegaray, denominada calle del Lobo hasta 1888, es una pequeña calle de Madrid (en el denominado Madrid de los Austrias) y dentro del Barrio de las Letras. Une la carrera de San Jerónimo con la calle de las Huertas. En el Siglo de Oro tuvo corral de comedias y taberna quevedesca. Fue, con la vecina calle del Prado, una de las primeras vías madrileñas en disfrutar de alumbrado de gas mediado el siglo XIX. Perdió su nombre renacentista en favor del político e ingeniero, y Premio Nobel de Literatura en 1904, José Echegaray. Ha sido calle recoleta pero alegre y popular, con fama de ambientes variopintos: folclore, tipismo tabernario y un reducto de prostitución tras la Guerra Civil. En ella se estableció el primer local de la casa de moda Loewe.

## Historia

### Origen de leyenda
El nombre original de esta calle (calle del Lobo) procede de una historia legendaria y milagrera que, si como leyenda no está mal, como relato histórico resulta insostenible. Cuenta la tradición que cuando toda la zona eran poco más que huertas y alquerías, vivía en una cabaña un cazador que tenía colgada sobre su puerta una piel de lobo rellena de paja. Y ocurrió que uno de los zagales del entorno tuvo la mala idea de reventar la piel para sacar lo que hubiera dentro. La gamberrada no le hizo ninguna gracia al cazador que en un ataque de furia le dio al chaval tal cuchillada que todos lo creyeron muerto en el acto. La madre del muchacho entonces, cogió en brazos el cuerpo inerte de su hijo y se lo llevó ante la imagen de la virgen que una dama había comprado a unos gitanos de la vecina calle de Arlabán (antes llamada callejón de los Gitanos) y depositado en el estudio de un escultor que vivía por allí cerca. El zagal se curó y la virgencita fue llamada desde entonces Nuestra Señora de las Maravillas, y trasladada al convento de las Maravillas de la calle de la Palma. La leyenda milagrera se completa con el vuelo de una paloma que durante todo el traslado acompañó a la imagen.

### El corral de Cristóbal de la Puente

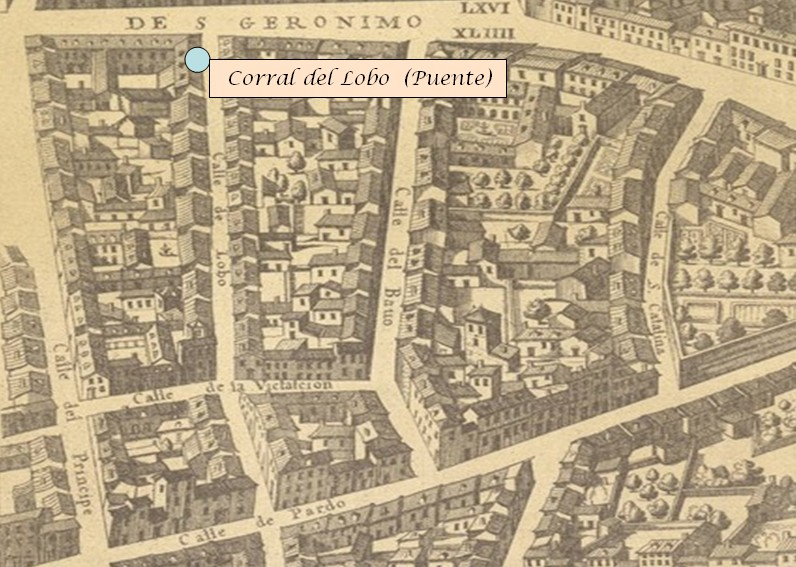
Situación aproximada del antiguo corral del Lobo o de Puente, en el plano de Pedro Texeira, hacia 1656.

Contemporáneo de los populares corrales de comedias de "Corral de la Pacheca", "de la Cruz" y "del Príncipe", fue el Corral de Lobo, también conocido como "corral de Puente", por ser ese el apellido del propietario del inmueble. Comenzó a funcionar hacia 1560, cuando las cofradías de la Pasión y de la Soledad habían alquilado sendos corrales, este de la calle del Lobo y otro en la calle del Príncipe (esquina a Visitación). Ambos dejaron de funcionar en 1579 al trasladarse todos sus pertrechos al nuevo local de la calle de la Cruz.
A Ganassa, cómico italiano establecido en España, se le menciona en 1579 representando "en la calle del Lobo, en el corral propiedad de Cristóbal de la Puente".

### La taberna de Lepre  y Los Gabrieles
Un popular romance de Quevedo que retrata las aventuras del banquero alemán Fugger en el Madrid de los Austrias, narra las venturas y desventuras de "la hija de Lepre", apellido del propietario de la taberna de Lepre, que fue a casarse con el mencionado banquero de Carlos I y de su hijo Felipe II, y cuyo apellido debidamente castellanizado como "Fúcar" da a su vez nombre a una vecina calle de esta zona de Madrid. 
Con menos abolengo literario-histórico pero parejo casticismo se conserva en los números 17-19 de esta calle el bar Los Gabrieles, santuario del flamenco en Madrid, y modesta «Capilla Sixtina» del azulejo madrileño, con paneles orlados en cuerda seca y cuadros de azulejería artística realizados entre 1917 y 1930 por maestros madrileños de la escuela cerámica de Talavera de la Reina, como Alfonso Romero Mesa, Enrique Guijo o Fidel Blanco.

### Hotel Inglés
Otro edificio con historia fue el establecimiento hotelero del Inglés, hotel en el que gustaban hospedarse actores y toreros del siglo XIX, como el diestro Antonio Fuentes, quien en días de corrida y ya vestido de luces solía tomarse unas copas de coñac en el bar del hotel antes de salir para la plaza.

### Cuna de Loewe

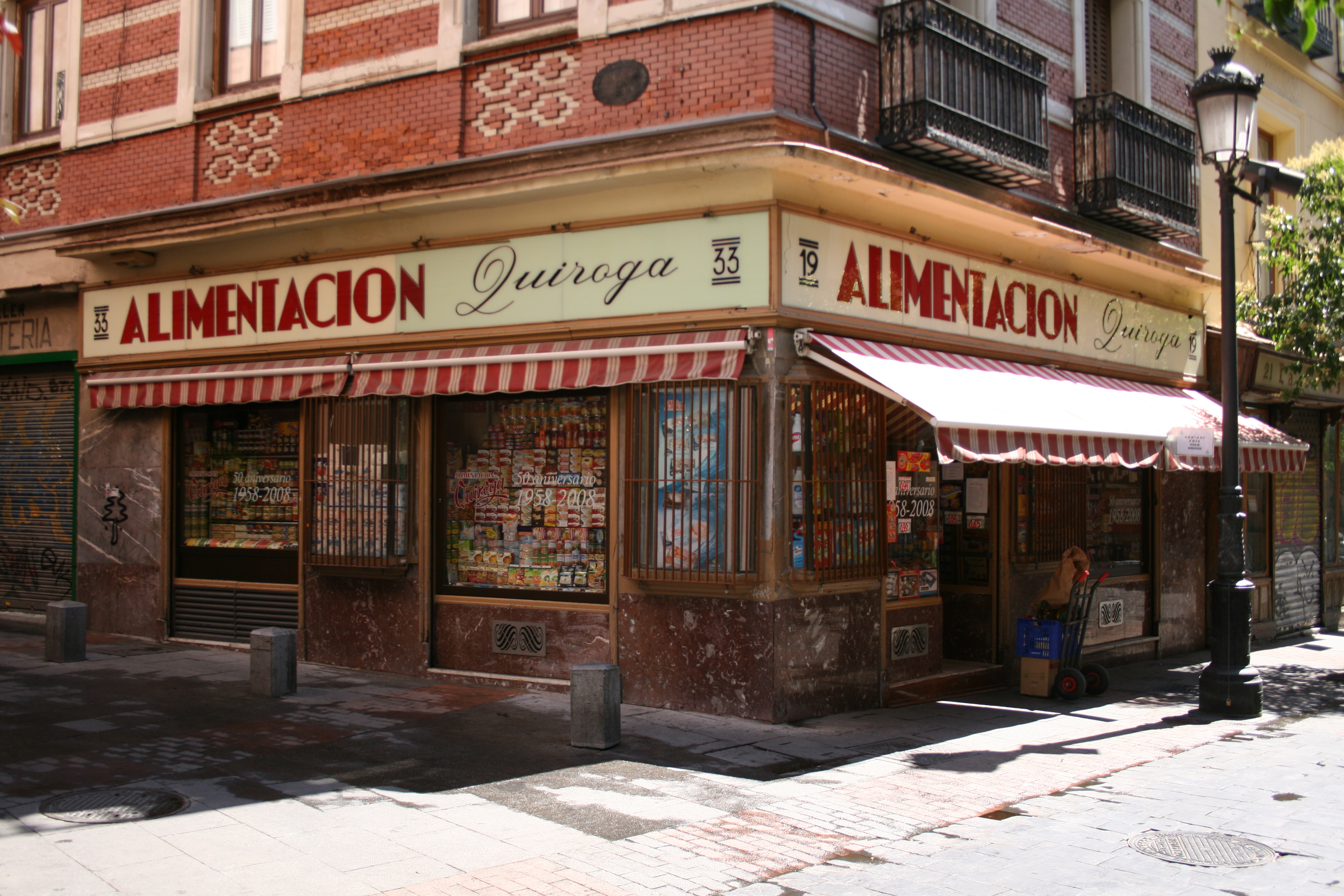
Uno de los últimos comercios de ultramarinos (fotografiado en 2009), sobreviviente en el madrileño, en el número 33 de la calle Echegaray haciendo esquina con la calle de Huertas. Aunque desde 2016 es un bar de tapas, sigue vendiendo productos de alimentación. A este local se añadió el taller de zapatería contiguo.

Ha quedado noticia de que, al menos desde 1846, hubo en la calle del Lobo un taller de marroquinería y de que en él entró como socio en 1872 el artesano alemán Enrique Loewe Roessberg. A pesar del lento crecimiento del negocio, en 1892 se pudo abrir un nuevo taller y tienda en la paralela y más señorial calle del Príncipe. El cambio resultó a tal punto beneficioso que en 1905, el rey Alfonso XIII concedió a esta empresa familiar el título de Proveedor de la Real Casa y, tan solo cinco años después, Loewe abriera su primera tienda en Barcelona.